# Torneio de Roland Garros de 1998
O Torneio de Roland Garros de 1998 foi um torneio de tênis disputado nas quadras de saibro do Stade Roland Garros, em Paris, na França, entre 25 de maio e 7 de junho. Corresponde à 31ª edição da era aberta e à 97ª de todos os tempos.

## Finais

### Profissional
| Categoria | Evento    | Campeã(s)(o/ões)                | Vice-campeã(s)(o/ões)             | Resultado      | Chave(s)  | Chave(s)       |
| --------- | --------- | ------------------------------- | --------------------------------- | -------------- | --------- | -------------- |
| Simples   | Masculino | Carlos Moyá                     | Alex Corretja                     | 6–3, 7–5, 6–3  | principal | qualificatório |
| Simples   | Feminino  | Arantxa Sánchez Vicario         | Monica Seles                      | 7–65, 0–6, 6–2 | principal | qualificatório |
| Duplas    | Masculino | Jacco Eltingh Paul Haarhuis     | Mark Knowles Daniel Nestor        | 6–3, 3–6, 6–3  | principal | principal      |
| Duplas    | Feminino  | Martina Hingis Jana Novotná     | Lindsay Davenport Natalia Zvereva | 6–1, 7–64      | principal | principal      |
| Duplas    | Misto     | Venus Williams Justin Gimelstob | Serena Williams Luis Lobo         | 6–4, 6–4       | principal | principal      |

### Juvenil
| Categoria | Evento    | Campeã(s)(o/ões)                | Vice-campeã(s)(o/ões)               | Resultado     | Chave(s)  | Chave(s)       |
| --------- | --------- | ------------------------------- | ----------------------------------- | ------------- | --------- | -------------- |
| Simples   | Masculino | Fernando González               | Juan Carlos Ferrero                 | 4–6, 6–4, 6–3 | principal | qualificatório |
| Simples   | Feminino  | Nadia Petrova                   | Jelena Dokic                        | 6–3, 6–3      | principal | qualificatório |
| Duplas    | Masculino | José de Armas Fernando González | Juan Carlos Ferrero Feliciano López | 6–7, 7–5, 6–3 | principal | principal      |
| Duplas    | Feminino  | Kim Clijsters Jelena Dokić      | Elena Dementieva Nadia Petrova      | 6–4, 7–6      | principal | principal      |